# Paramiella kondoi
Paramiella kondoi é uma espécie de gastrópode  da família Poteriidae.
É endémica de Micronésia.